# Eurema nicevillei
Eurema nicevillei é uma borboleta da família Pieridae. Pode ser encontrada na Tailândia, no sul da Birmânia, Malásia Peninsular, Bornéu e Sumatra.
O nome honra Lionel de Niceville